# Санта-Марія-де-Уерта
Санта-Марія-де-Уерта (ісп. Santa María de Huerta) — муніципалітет в Іспанії, у складі автономної спільноти Кастилія-і-Леон, у провінції Сорія. Населення — 378 осіб (2010).
Муніципалітет розташований на відстані близько 160 км на північний схід від Мадрида, 60 км на південний схід від Сорії.

## Демографія
Динаміка населення (INE ):

## Галерея зображень

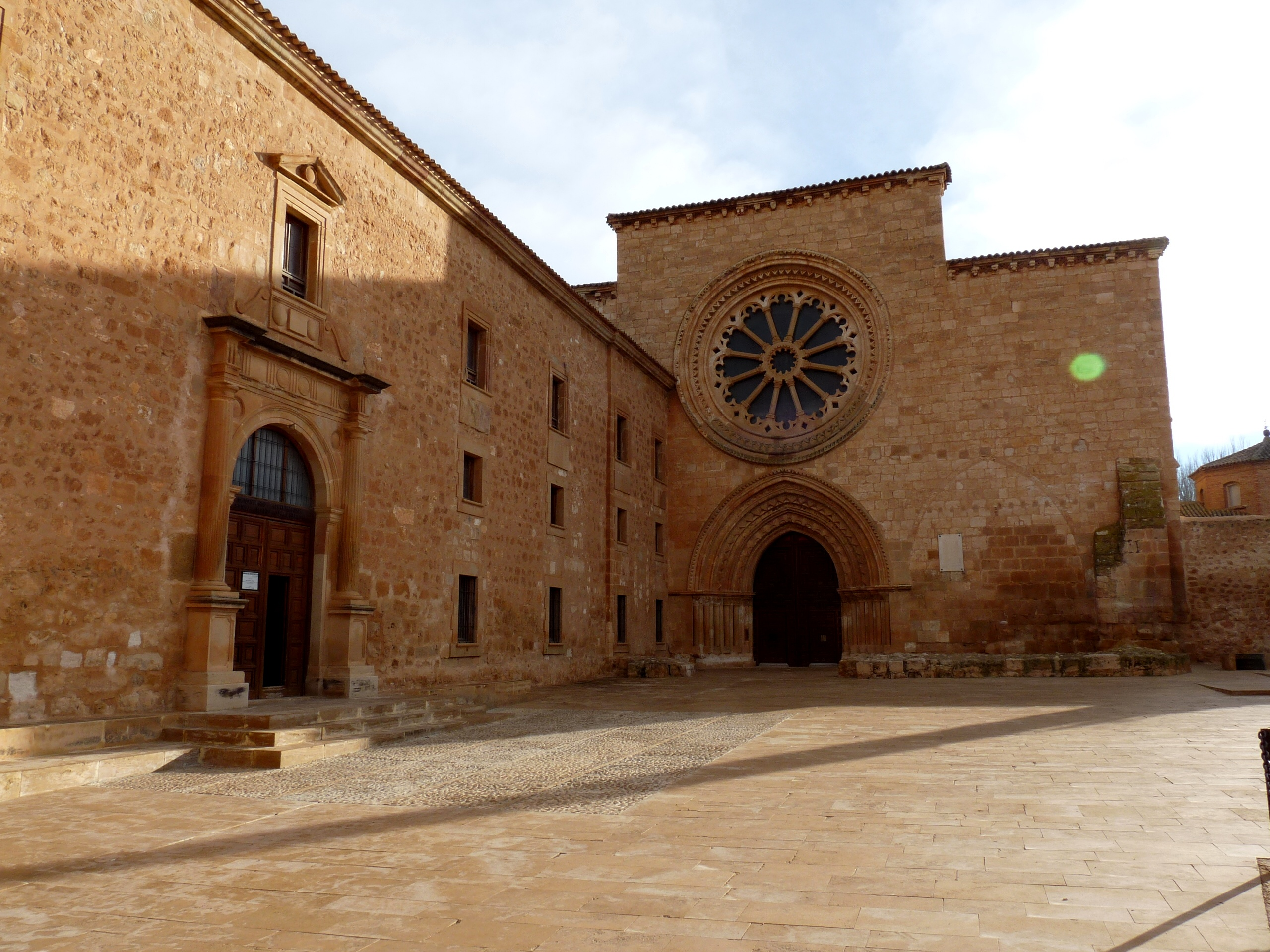
Монастир Санта-Марія-де-Уерта